# Momoland
Momoland (кор. 모모랜드, часто стилизуется MOMOLAND или MMLD) — южнокорейская гёрл-группа, сформированная в 2016 году компанией MLD Entertainment (ранее известной как Duble Kick Company) в рамках реалити-шоу «Finding Momoland». Победителями шоу стали семь участниц: Хебин, Ёну, Джейн, Наюн, Джуи, Аин и Нэнси. Они дебютировали 10 ноября 2016 года с мини-альбомом Welcome to Momoland. В 2017 году в группу были добавлены две новые участницы, Дэйзи, 28 марта, и Тэха, 10 апреля. 
В 2019 году Тэха и Ёну покинули группу, Дэйзи покинула группу в 2020 году. 14 февраля 2023 года группа была расформирована. В 2025 году 8 мая Аин, Наюн, Хёбин, Джейн, Джуи и Нэнси подписали контракт с компанией Inyeon для продвижения. 30 июня 2025 года ожидается камбэк группы в новой компании.

## История

### 2016—2017: Дебют «Welcome to Momoland» и изменение в составе.

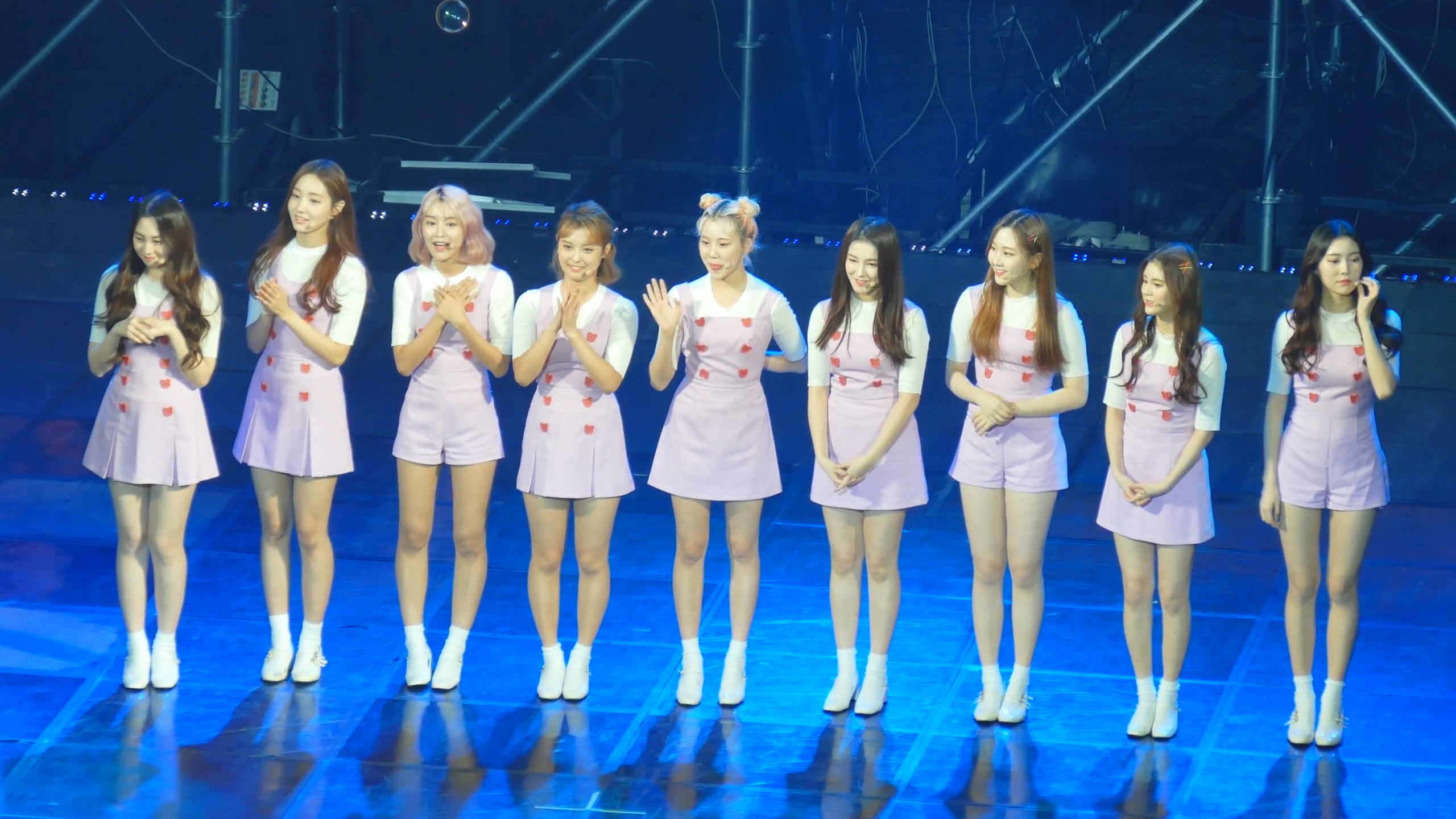
Momoland на Nero Concert в Сеуле, ноябрь 2017 года

В июне 2016 года стартовало реалити-шоу на выживание от телеканала Mnet Finding Momoland, реалити-шоу, созданное компанией Duble Kick Entertainment, в которой из десяти стажеров была отобрана группа из семи человек. Было решено, что участницы собираются дебютировать, но заключительная миссия не смогла собрать 3000 зрителей, поэтому официальный дебют был отложен на некоторое время, чтобы подготовиться к их дебюту, рекламным мероприятиям, фан-встречам и уличным выступлениям. 26 октября группа была назначена послом «Международной организации по оказанию помощи в целях развития, Кореи». Дебютный шоукейс группы состоялся 9 ноября того же года. 10 ноября они выпустили свой дебютный мини-альбом Welcome to Momoland и выступили на M Countdown. Их первый дебютный альбом стал возможным благодаря краудфандингу, чтобы покрыть расходы на производство физического альбома. 27 декабря шесть участниц, кроме Ёну, которая не посетила премию из-за болей в пояснице, посетили SBS Gayo Daejeon. В октябре 2016 года группа, назначенная на должность посла по связям с общественностью «Международного плана помощи развитию Кореи», добровольно вызвались в деревне Пхук Луонг в Тай-Нгуене, Вьетнам, с 12 по 16 декабря 2017 года, чтобы побудить учащихся Happy Mov принять участие в строительстве детских садов.
28 марта было объявлено, что Дейзи и Тэха присоединятся к группе, увеличив число участников до девяти. 25 апреля группа выступила на The Show. 26 января был выпущен цифровой сингл «Wonderful Love». В том же году, 3 июня, на Music Bank группа исполнила EDM-версию «Wonderful Love», которая была выпущена в виде цифрового сингла 16 июня. 22 июля группа исполнила EDM-версию «Wonderful Love» на Thow Show. 22 августа 2017 года они выпустили свой второй мини-альбом Freeze!, с заглавным треком «Freeze» выступив на The Show в тот же день.

### 2018—2019:Great!, рост популярности, дебют в Японии,Fun to The World,I’m So Hot, уходы Ёну и Тэхи иThumbs Up

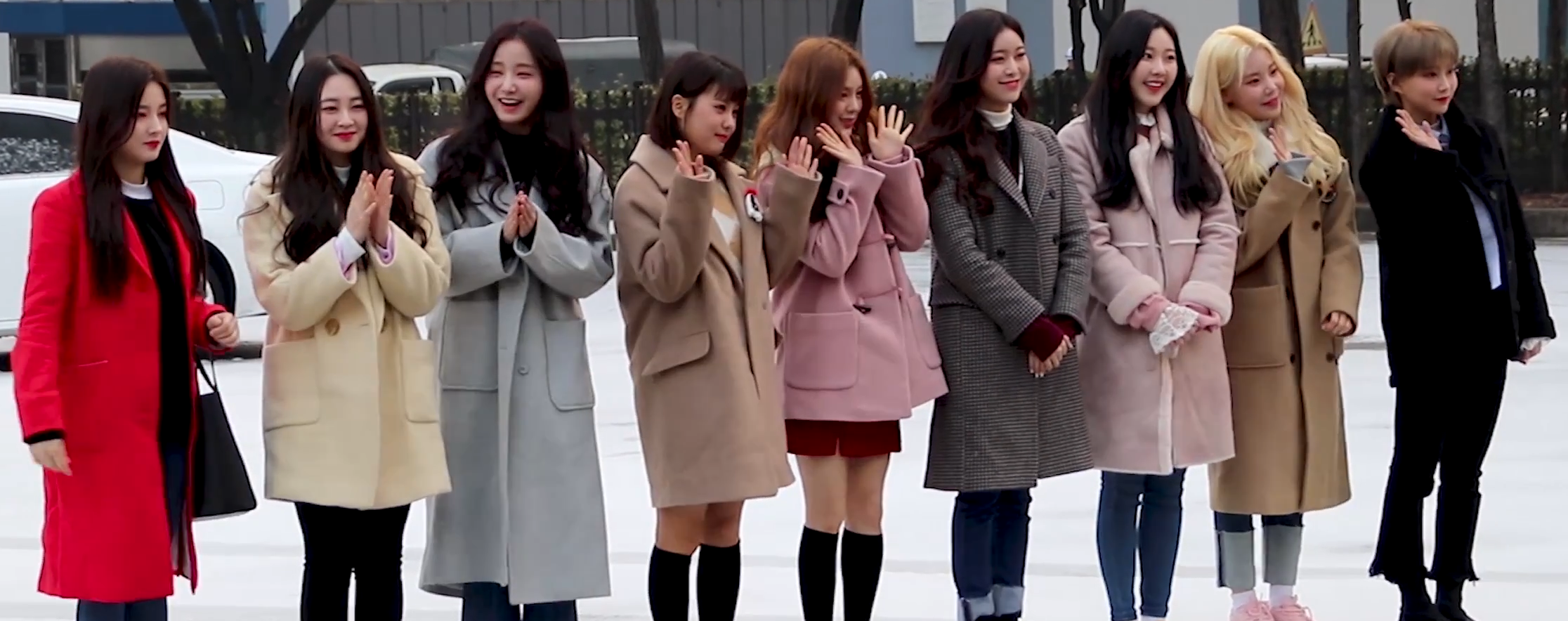
Momoland по пути на Music Bank, февраль 2018 года.

3 января 2018 года группа вернулась со своим третьим мини-альбомом Great! и заглавной к нему синглу «BBoom BBoom». В том же месяце российская женская группа Serebro обвинила MOMOLAND в плагиате своей песни «Mi Mi Mi». Композитор «Bboom Bboom», Shinsadong Tiger, опроверг эти обвинения, указав, что «басовая линия [обычно] звучит в жанрах ретро-хауса или электро-свинга, а также в аккорде 4-х строф». 11 января они выступили и выиграли на M! Countdown. Они также выиграли на Show Champion 31 января и на The Show 6 февраля. Группа проводила промо-мероприятия в Токио и Осаке с 28 февраля по 4 марта. Группа собрала 25 000 зрителей на мероприятии, проходившем в Японии в течение четырёх дней. Приблизительно 100 средств массовой информации также приняли участие в шоукейсе, проводимой на Tower Records в Сибуя. полнили такие песни, как «JJan! Koong! Kwang», «Freeze», «Wonderful Love» (версия EDM) и «Bboom Bboom». MOMOLAND также подписали контракт с King Records для дебюта в Японии 13 июня, а также японскую версию их сингла «Bboom Bboom». 23 мая Duble Kick подтвердил, что MOMOLAND вернется 26 июня. 7 июня было подтверждено, что они выпустят свой четвёртый мини-альбом под названием Fun to the World с заглавным треком «Baam». 9 августа MOMOLAND стала первой женской группой и вторым артистом, получившим платиновую сертификацию Gaon Music Chart для более чем 100 миллионов потоков на песню «Bboom Bboom».

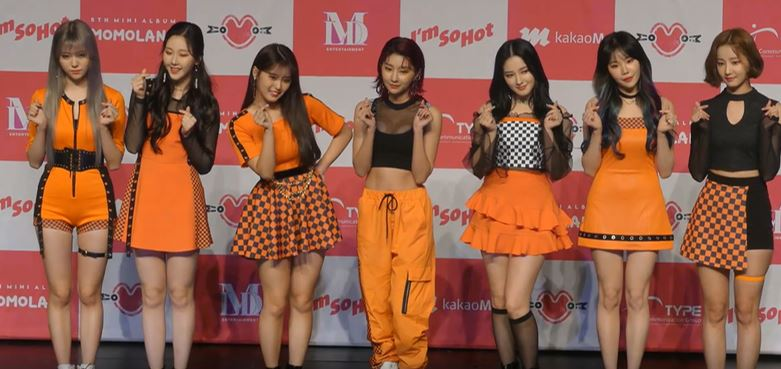
Momoland на шоукейсе в честь выхода пятого мини-альбома Show Me, март 2019 года.

14 марта 2019 года агентство группы объявило: «Было принято решение, что участницы MOMOLAND, Тэха и Дэйзи, возьмут перерыв во время промоушена этого альбома (Show Me) по состоянию здоровья и по личным причинам, так что грядущее возвращение будет в составе из семи участниц. Эти две участницы вернутся к деятельности в группе с релизом следующего альбома». 20 марта MOMOLAND выпустили свой пятый мини-альбом под названием Show Me с заглавным треком «I’m So Hot», который стал их первым выпуском из семи участниц после Welcome to Momoland. 4 сентября MOMOLAND выпустили свой первый японский студийный альбом Chiri Chiri. 4 октября группа и MLD Entertainment подписали соглашение о совместном управлении с филиппинской медийной корпорацией ABS-CBN.
30 ноября Ёну и Тэха покинули группу.
30 декабря MOMOLAND выпустили свой первый сингловой-альбом Thumbs Up с одноимённым ведущим синглом.

### 2020—2023:Starry Night,Ready or Not, уход из агентства и расформирование

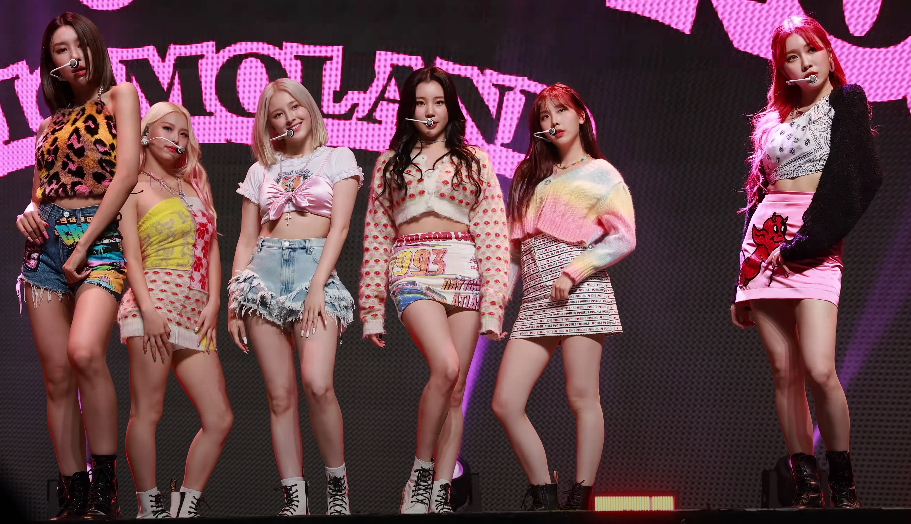
Группа в 2020 году.

В январе 2020 года Дейзи дала интервью, в котором утверждала, что шоу на котором были сформированы MOMOLAND был сфальсифицирован. После её устранения с шоу с Дейзи связался стафф и сказали ей: «Не волнуйся (об устранении), потому что у нас есть план)».
Она также утверждала, что компания преградило её продвижение в группе даже после того, как она восстановилась от проблем со здоровьем, и позволили бы ей расторгнуть контракт только в том случае, если она заплатит 1,1 миллиарда вон (примерно 942 866,65 доллара США) в качестве штрафа. В ответ MLD Entertainment опубликовали заявление, отрицающее все претензии и заявили, что они будут принимать юридические меры против Дейзи и её матери.
13 мая Дейзи покинула группу, но осталась в агентстве.
11 июня MOMOLAND выпустили специальный альбом Starry Night.
29 июня года MLD Entertainment объявили, что группа подписала контракт с ICM Partners с планами выхода на американский рынок.
19 октября MLD Entertainment сообщили, что MOMOLAND выпустят новую песню в ноябре, а певец Psy стал автором песен. Песня была специально запланирована к выпуску ближе к четвёртой годовщине дебюта группы, то есть 11 ноября. 17 ноября группа выпустила свой третий-сингловой альбом Ready or Not с одноимённым заглавным синглом.
5 февраля 2021 года группа выпустила кавер-версию песни CHROMANCE «Wrap Me in Plastic».
14 января 2022 года группа выпустила свой английский сингл «Yummy Yummy Love» в сотрудничестве с Натти Наташей.
27 января 2023 года MLD Entertainment объявили, что группа покинула лейбл в связи с истечением контрактов участниц, однако они прямо не заявили, что группа была распущена.

## Состав
| Сценический псевдоним, годы активности | Сценический псевдоним, годы активности | Настоящее имя | Настоящее имя | Дата рождения | Позиция в группе                                               |
| Основной                               | Другой                                 | На русском    | Хангыль       | Дата рождения | Позиция в группе                                               |
| -------------------------------------- | -------------------------------------- | ------------- | ------------- | ------------- | -------------------------------------------------------------- |
| Хебин                                  | Hyebin                                 | Ли Хе Бин     | 이혜빈        | 12.01.1995    | Лидер, вокалистка, рэпер                                       |
| Ёну                                    | Yeonwoo                                | Ли Да Бин     | 이다빈        | 01.08.1996    | Главный рэпер, вокалистка, вижуал, лицо группы                 |
| Джейн                                  | Jane                                   | Сон Чжи Ён    | 성지연        | 20.12.1997    | Главная вокалистка, главный танцор                             |
| Тэха                                   | Taeha                                  | Ким Тэ Ха     | 김태하        | 03.06.1998    | Главная вокалистка                                             |
| Наюн                                   | Nayun                                  | Ким На Юн     | 김나윤        | 31.07.1998    | Вокалистка, рэпер                                              |
| Дейзи                                  | Daisy                                  | Ю Чон Ан      | 유정안        | 22.01.1999    | Главный танцор, ведущий рэпер, вокалистка                      |
| ДжуИ                                   | JooE                                   | Ли Чжу Вон    | 이주원        | 18.04.1999    | Главный рэпер, ведущая вокалистка, ведущий танцор, лицо группы |
| Аин                                    | Ahin                                   | Ли А Ин       | 이아인        | 27.09.1999    | Главная вокалистка                                             |
| Нэнси                                  | Nancy                                  | Ли Гыру       | 이그루        | 13.04.2000    | Ведущая вокалистка, ведущий танцор, вижуал, центр, макнэ       |

## Дискография
| Корейские альбомы Мини-альбомы Welcome to Momoland (2016) Freeze! (2017) Great! (2018) Fun to the World (2018) Show Me (2018) Starry Night (2020) | Японские альбомы Студийные альбомы Chiri Chiri (2019) |  |

### Мини-альбомы
| Название            | Детали                                                                                        | Высшая позиция | Продажи       |
| Название            | Детали                                                                                        | KOR            | Продажи       |
| ------------------- | --------------------------------------------------------------------------------------------- | -------------- | ------------- |
| Welcome to Momoland | - Релиз: 10 ноября 2016 года (KOR) - Лейбл: Dublekick Company - Формат: CD, digital download  | 28             | - KOR: 1,915  |
| Freeze!             | - Релиз: 22 августа 2017 года (KOR) - Лейбл: Dublekick Company - Формат: CD, digital download | 17             | - KOR: 3,664  |
| Great!              | - Релиз: 3 января 2018 года (KOR) - Лейбл: Dublekick Company - Формат: CD, digital download   | 3              | - KOR: 23,254 |
| Fun to the World    | - Релиз: 26 июня 2018 года (KOR) - Лейбл: MLD Entertainment - Формат: CD, digital download    | 6              | - KOR: 14,498 |
| Show Me             | - Релиз: 20 марта 2019 года (KOR) - Лейбл: MLD Entertainment - Формат: CD, digital download   | 7              | - KOR: 9,153  |
| Starry Night        | - Релиз: 11 июня 2020 года (KOR) - Лейбл: MLD Entertainment - Формат: CD, digital download    | 21             |               |

### Сингл-альбомы
| Название  | Details                                                                                       | Высшая позиция | Продажи      |
| Название  | Details                                                                                       | KOR            | Продажи      |
| --------- | --------------------------------------------------------------------------------------------- | -------------- | ------------ |
| Thumbs Up | - Релиз: 30 декабря 2019 года (KOR) - Лейбл: MLD Entertainment - Формат: CD, digital download | 4              | - KOR: 5,688 |

### Синглы
| Название                                                                     | Год  | Высшая позиция | Высшая позиция | Высшая позиция | Высшая позиция | Высшая позиция | Продажи                        | Сертификация     | Альбом              |
| Название                                                                     | Год  | KOR            | KOR Hot        | JPN            | JPN Hot        | US World       | Продажи                        | Сертификация     | Альбом              |
| ---------------------------------------------------------------------------- | ---- | -------------- | -------------- | -------------- | -------------- | -------------- | ------------------------------ | ---------------- | ------------------- |
| «JJan! Koong! Kwang!» (짠쿵쾅)                                               | 2016 | —              | N/A            | —              | —              | —              | н/д                            | н/д              | Welcome to Momoland |
| «Wonderful Love» (어마어마해)                                                | 2017 | —              | N/A            | —              | —              | —              | н/д                            | н/д              | Freeze!             |
| «Freeze» (꼼짝마)                                                            | 2017 | —              | —              | —              | —              | —              | н/д                            | н/д              | Freeze!             |
| «Bboom Bboom» (뿜뿜)                                                         | 2018 | 2              | 2              | 4              | 9              | 4              | - KOR: 2,500,000 - JPN: 24,157 | - KMCA: Platinum | Great!              |
| «Baam»                                                                       | 2018 | 13             | 9              | 8              | 12             | 5              | - JPN: 13,513                  | н/д              | Fun to the World    |
| «I’m So Hot»                                                                 | 2019 | 81             | 36             | 8              | 53             | 13             | - JPN: 10,312                  | н/д              | Show Me             |
| «Pinky Love»                                                                 | 2019 | —              | —              | —              | —              | —              | N/A                            | н/д              | Chiri Chiri         |
| «Thumbs Up»                                                                  | 2019 | 137            | 83             | —              | —              | 13             | N/A                            | н/д              | Thumbs Up           |
| «Starry Night»                                                               | 2020 |                |                | —              | —              |                | N/A                            | н/д              | Starry Night        |
| «—» denotes releases that did not chart or were not released in that region. |      |                |                |                |                |                |                                |                  |                     |

1. ↑  Sales figures for tracks are based on digital downloads, except noted.

## Фильмография

### Телевизионные сериалы
| Название                | Год  | Канал | Примечания |
| ----------------------- | ---- | ----- | ---------- |
| Лжец и его возлюбленная | 2017 | tvN   | Камео      |

### Развлекательные шоу
| Название               | Год  | Канал       | Примечания |
| ---------------------- | ---- | ----------- | ---------- |
| Finding Momoland       | 2016 | Mnet        | 9 эпизодов |
| Momoland’s Saipan Land | 2018 | MBC Every 1 | 5 эпизодов |